# 黎坤蓮
黎坤蓮，香港粵語電影演員，自幼投身鄧肖蘭芳門下學習粵劇。與李香琴、任冰兒、梁素琴、英麗梨、金影憐、許卿卿、朱日紅及譚倩紅九位二幫花旦結義成金蘭姊妹，合稱『九大姐』。
黎坤蓮為于素秋的專用配音。由於于素秋不懂粵語，所有她的粵語電影均由黎坤蓮現場配音。
1962年嫁曲藝名宿黃滔(1914-2015)的胞弟，記者及攝影師黃鐵雄，育有兩子一女。1982年舉家移民溫哥華。
黎坤莲生于1928年，并于2020年11月1日在温哥华辞世，享寿九十二岁。黎坤莲辞世

## 電影
- 蟹美人（上集）（1957年）
- 蟹美人（大結局）（1957年）
- 蘇小妹三難新郎（1958年）
- 射鵰英雄傳（1958年）
- 黃飛鴻戲棚伏虎（1959年）
- 猩猩王大鬧天宮（1959年）... 桃花公主
- 凄涼媳婦（1959年）
- 穿金寶扇（1959年）
- 大廈情殺案（1959年）
- 飛龍太子劈石救銀妃（1960年）
- 芸娘（1960年）
- 黃飛鴻擂台爭霸戰（1960年）... 楊女
- 紅梅白雪賀新春（1960年）
- 武林十三劍（上集）（1961年）
- 小俠紅蝴蝶（下集）（1961年）
- 魔犬追凶（1961年）
- 鬱金香（1961年）
- 武林十三劍（下集）（1961年）
- 香江花月夜（1961年）
- 情淚染袈裟（1962年）
- 富貴榮華第一家（1962年）
- 仙鶴神童救母斬蛟龍（1962年）
- 黃毛怪人（1962年）
- 龍虎三女霸（上集）（1963年）
- 龍虎三女霸（下集）（1963年）
- 雷電天仙劍（1963年）
- 劍神傳（上集）（1963年）
- 香城九鳳（1964年）
- 郎如春日風（1969年）